# Salaš
Salaš (od mađarskog szállás) je ruralno imanje s gospodarskim zgradama, uglavnom namijenjenim poljodjelstvu. Svojstveno je za panonske krajeve, istočnu Hrvatsku (Slavonija) i na sjeveru Bačke, u mađarskom i vojvođanskom (srbijanskom) dijelu.
Nalazi se udaljeno od grada, ali može biti i udaljeno od jezgre sela. 
Salaši su ostavili trag u toponimima, pa tako postoje toponimi na istoku Hrvatske koje imaju salaš u imenu (kod Osijeka i Vinkovaca), ali čak i prema središnjoj Hrvatskoj (kod Petrinje).
Povijest njihova nastanka seže do konca 17. i početka 18 stoljeća. Distribuirani su na najplodnijem dijelu Panonske nizine. U 1. polovini 18. st. pretvorili su velike zapuštene zemljišne površine u plodnu obradivu zemlju na kojoj je na sjeveru Bačke i nastao veliki grad Subotica. Bili su izvorom zdravog života. Na salašima su zajedno živjela i po tri naraštaja jedne obitelji. Kroz vrijeme su se razvili da je u Bačkoj do kraja 19. stoljeća čak polovina stanovnika Subotice živjela na salašima, zbog čega su svojevrsni brend tog grada.